# Tennessee nella guerra di secessione americana

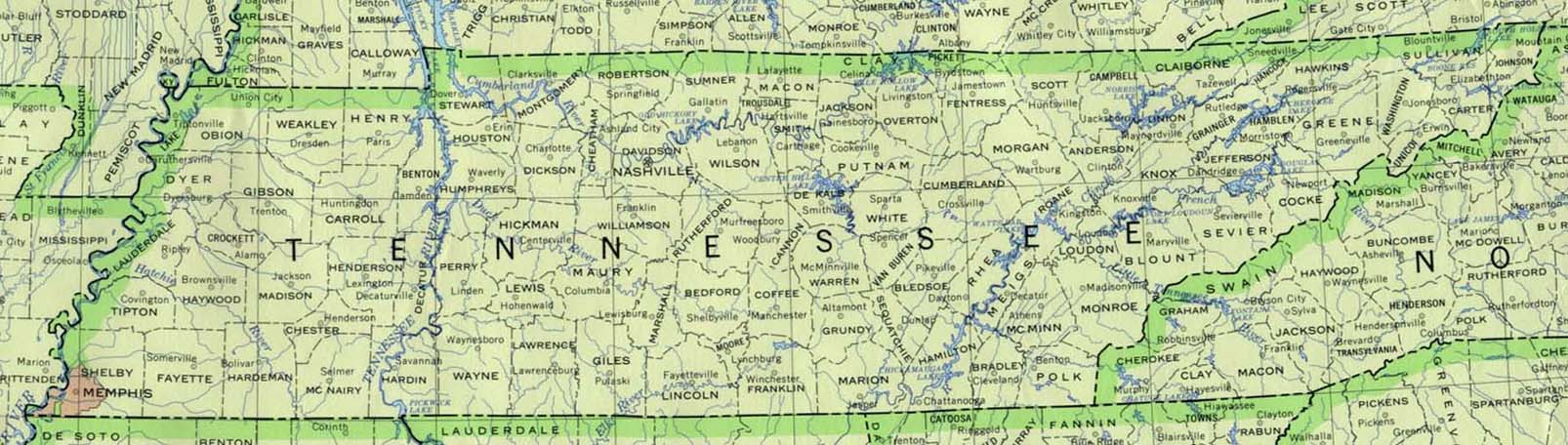
Mappa del Tennessee.

Il Tennessee nella guerra di secessione americana si vide perlopiù coinvolto nei suoi maggiori centri urbani e rurali, la guerra civile in larga misura fu combattuta sia nelle città che nei grandi agglomerati contadini delle fattorie di campagna; solamente la Virginia ebbe un numero maggiore di battaglie decisive all'interno del proprio territorio.
Risultò tuttavia l'unico Stato federato degli Stati Uniti in cui si svolsero scontri e schermaglie di rilievo praticamente in ognuna delle sue singole contee.
Il Tennessee fu l'ultimo degli Stati sudisti a dichiarare la secessione dall'Unione in quanto una parte sostanziale della popolazione si dimostrò essere decisamente contraria a un tale passo; sperimentò comunque un'ampia condizione di disagio derivante dalle devastazioni connesse al passaggio ripetuto degli eserciti delle due parti in lotta per tutti gli anni del conflitto. Lo Stato venne attraversato senza soluzione di continuità dalle armate avversarie, pur non vivendo la guerriglia spietata che percorse invece il Missouri.
I corsi dei suoi fiumi divennero ben presto le arterie chiave di collegamento (sia per i rifornimenti militari che per il commercio e le comunicazioni) con il profondo Sud e fin dai primi giorni di ostilità gli sforzi dell'Esercito dell'Unione si concentrarono sulla presa e il mantenimento del controllo di tali vie di trasporto, oltre che sulla strade principali e i passi di montagna come il Cumberland Gup. Lo Stato fu anche considerato il "paniere" degli Stati Confederati d'America per merito dei suoi vasti terreni agricoli, i quali finirono con l'alimentare entrambi i contendenti per anni interi.
Come detto un gran numero di battaglie vi si svolse, compresi i sanguinosi combattimenti della battaglia di Shiloh, che all'epoca risultò il più micidiale scontro armato dell'intera storia degli Stati Uniti d'America fino a quel momento. Altri scontri di ampie proporzioni compresero la battaglia di Stones River, gli scontri della campagna di Chattanooga, la battaglia di Nashville e la battaglia di Franklin.

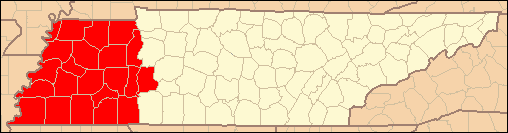
Mappa dei distretti del Tennessee Occidentale in parte filo-secessionisti.

Fin dall'inizio della grave crisi secessionista fu uno degli Stati più divisi in opposti schieramenti politico-ideologici. Prima del bombardamento e relativa battaglia di Fort Sumter il Tennessee si dimostrò in realtà fermamente favorevole al mantenimento dell'unità nazionale, anche se nella regione più Occidentale si svilupparono alcuni punti caldi secessionisti.
La situazione generale evolvette al peggio quando Fort Sumter venne occupato con la forza dalle truppe sudiste e, come reazione, il Presidente degli Stati Uniti d'America legittimamente eletto Abraham Lincoln si ritrovò costretto ad appellarsi direttamente ai governi statali chiedendo di far richiamare in servizio attivo 75.000 volontari della milizia per poterli così inviare a "reprimere l'insurrezione" che si era verificata (con un tempo stimato di non più di tre mesi).
A questo punto i tennessiani considerarono una tale richiesta alla stregua di una esplicita minaccia rivolta contro i loro "fratelli del Sud" e le uniche sacche di unionisti rimaste provennero tutte dalla parte orientale dello Stato; nei fatti il Tennessee avrebbe fornito una quantità di truppe per l'Unione più di tutti gli altri Stati confederati messi assieme. Un numero 3 volte maggiore si offrirono invece come volontari tra le file secessioniste: 135.812 soldati confederati, 31.092 unionisti bianchi e 6.777 unionisti neri.

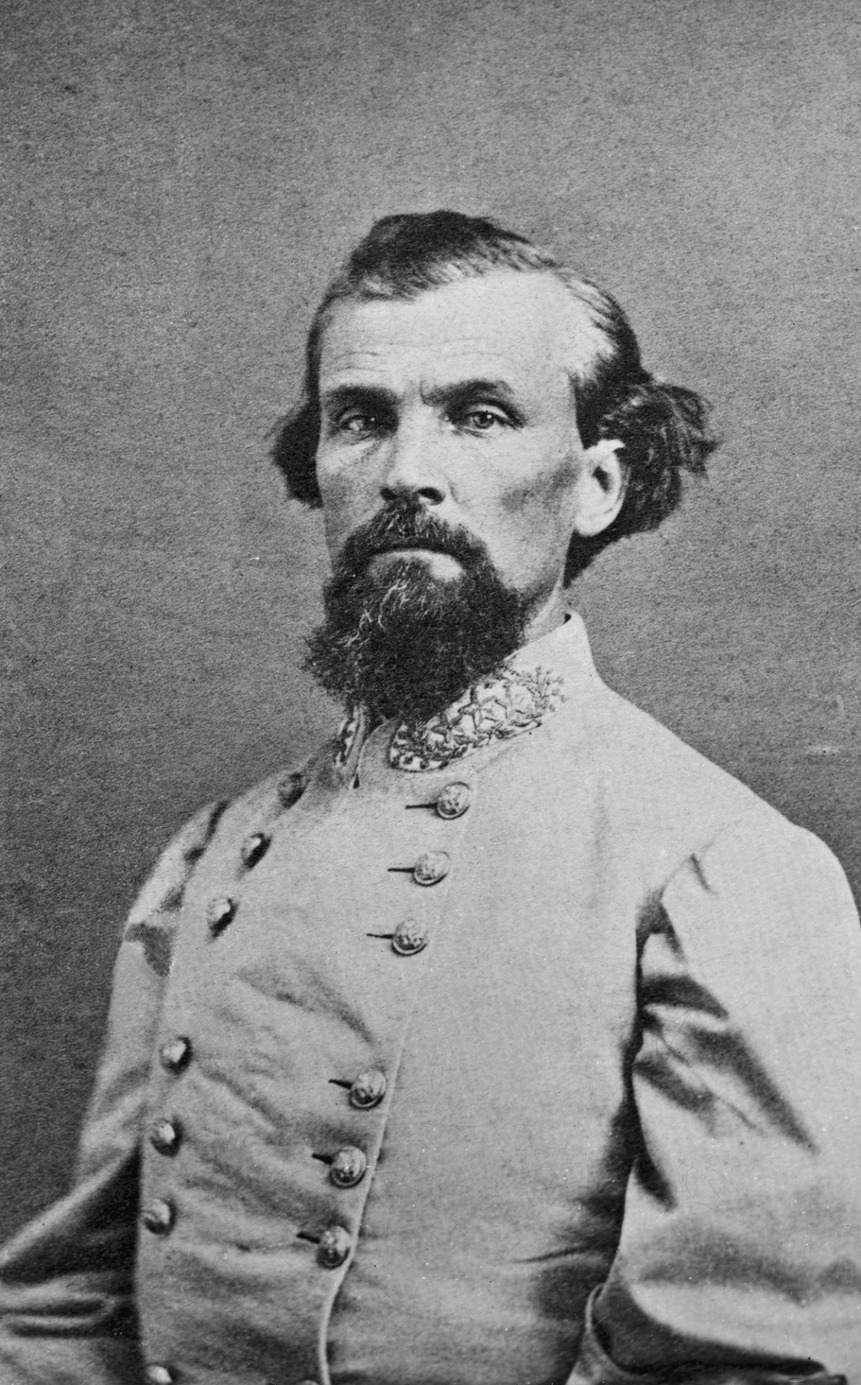
Foto di Nathan Bedford Forrest.

È interessante notare che il noto generale dei cavalleggeri confederati Nathan Bedford Forrest (futuro fondatore in Tennessee del Ku Klux Klan, nonché ricco mercante schiavista) votò in un primo momento contro la secessione, ma in seguito combatté strenuamente per il proprio Stato, quando questi si decise a scegliere la via della separazione unilaterale.

## Origini

### Sentimenti pro-Unione e anti-Repubblicani prima dell'attacco a Fort Sumter

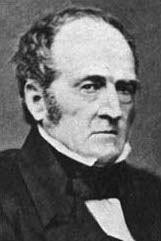
Il politico John Bell (1796-1869), ex membro del Partito Whig, candidato alle elezioni presidenziali del 1860 per l'effimero Constitutional Union Party.

Inizialmente la maggior parte dei tennessiani mostrarono ben poco entusiasmo nel rompere il patto di solidarietà con una nazione le cui lotte aveva condiviso per così lungo tempo. A seguito di una serrata campagna elettorale avevano votato - seppur con un margine esile - a favore del conterraneo John Bell, un unionista moderato che continuava a cercare una via d'uscita pacifica alla crisi in corso durante le elezioni presidenziali del 1860.
Una nutrita minoranza fece sentire la propria voce critica nei confronti del Nord in generale e della neonata presidenza di Abraham Lincoln in particolare: "il popolo del Sud si sta preparando per il suo prossimo più alto dovere - la resistenza attiva alla coercizione o alla prospettiva di un'invasione" scrisse il quotidiano Daily Gazette di Nashville il 5 gennaio 1861.
Il giornale espresse l'opinione che la Florida, la Georgia e l'Alabama esercitassero il più alto di tutti i loro diritti assumendosi il pieno controllo della fortezza e degli altri stabilimenti militari federali presenti all'interno delle loro rispettive aree di competenza definendolo "diritto all'autodifesa". Venne fatta una proposta dichiaratamente filo-secessionista nell'Appello di Memphis, volta alla costruzione di un nuovo fortino a Randolph, sulle sponde del Mississippi (fiume).

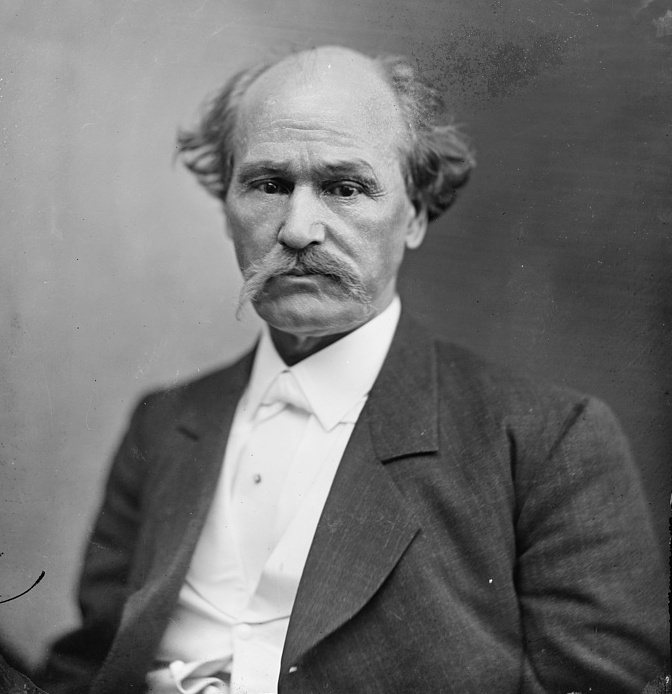
Il governatore del Tennessee Isham Green Harris in una foto di Mathew B. Brady.

Il governatore del Tennessee Isham Green Harris convocò una sessione d'emergenza dell'Assemblea generale statale entro il mese di gennaio. Nel corso del suo discorso pronunziato davanti al corpo legislativo, avvenuto il giorno 7, descrisse la secessione degli Stati del Sud come il risultato consequenziale di una crisi causata da "una lunga e continua agitazione della questione della schiavitù" e dalle "aggressioni sia reali che minacciate degli Stati del Nord... sulle ben definite Costituzioni inerenti ai diritti del cittadino meridionale".
Condivise anche lo stato d'allarme per la crescita sempre più accentuata del Partito Repubblicano, "puramente sezionale", asserendo che esso risultava legato assieme dai vincoli espliciti, "dell'ostilità intransigente ai diritti e alle istituzioni dei quindici Stati del Sud".
Identificò infine - tra i numerosi reclami rivolti dal Sud - anche quello d'incolpare i suoi massimi esponenti nell'indurre apertamente gli schiavi a scappare attraverso la Underground Railroad, di essere i maggiori responsabili del Bleeding Kansas, del raid di John Brown contro Harpers Ferry e infine anche dell'alta tassazione imposta sul lavoro schiavista a tutto vantaggio quindi del "lavoro libero" propugnato dal Free Soil Party, dai coloni del West e dai grandi commercianti, banchieri e industriali della Nuova Inghilterra.
Harris concordò pienamente con l'idea del principio di sovranità popolare propugnato da Stephen A. Douglas ai tempi della legislazione Kansas-Nebraska Act, secondo cui solamente i residenti di ogni singolo Stato avrebbero potuto determinare se lo schiavismo potesse esistere o meno entro i confini dei territori di loro competenza.
Considerò inoltre le misure legislative fatte approvare dal Congresso le quali rendevano i Territori federali non schiavisti come "lontane dal sentire comune del popolo americano", rendendoli in tal maniera di fatto "appannaggio esclusivo dei coloni nordisti"; territori nei quali "gli uomini del Sud non possono vivere... sotto un governo che potrebbe riconoscere per legge il nero libero come suo pari" rimanendone di conseguenza esclusi. Il governatore propose quindi di tenere una Convention di Stato; ma una serie di risoluzioni vennero presentate alla Camera dei rappresentanti del Tennessee da William H. Wisener contro di essa - considerata un "rimedio peggiore del male" -, dichiarando altresì di trovare quanto mai inopportuna e non praticabile la promulgazione di una qualsiasi legge che riorganizzasse e armasse la milizia.

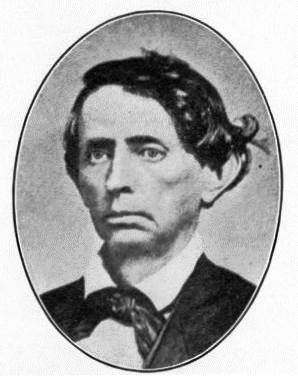
Foto di William Gannaway Brownlow.

La centralità della questione della schiavitù negli Stati Uniti d'America, innalzata a bandiera ideale dal movimento secessionista, non venne mai messa in dubbio o in discussione dall'opinione pubblica all'epoca della guerra civile né tanto meno fu ignorata dalla stampa contemporanea. Ciò fu vero soprattutto nel caso dei giornali filo-schiavisti. Questa domanda, la possibilità cioè dell'eventuale concessione di uguali diritti civili per gli afroamericani, fu formulata, ribadita ed evidenziata a più riprese come una grave minaccia nella fraseologia della diplomazia politica.
Il 3 febbraio il quotidiano pro-unionista Whig (Brownlow's Whig) di Knoxville (diretto dal Pastore del metodismo William Gannaway Brownlow e futuro governatore del Tennessee, che pur difendeva la schiavitù negli Stati Uniti d'America basandosi sulla Bibbia) diede in pasto alla stampa una "circolare segreta", che era stata erroneamente inviata dai suoi autori al direttore unionista di un ufficio postale dello Stato: in essa veniva rivelato un piano completo a opera di tennessiani e altri schiavisti per lanciare in grande stile una campagna di propaganda volta a convincere i residenti che la forza del movimento pro-secessionista sarebbe stata travolgente. Segue l'accorato appello:
1. assicurati di avere i tuoi migliori uomini sul campo, SENZA RIGUARDO A OPINIONI POLITICHE PASSATE.
2. assicurati che nessun "sottomissionista", con il pretesto di compromettere i nostri diritti, o di aspettare oltre il 4 marzo per nuove garanzie, si imponga a te. La nostra unica speranza di pace e sicurezza sociale consiste in azioni decise prima della cerimonia inaugurale e relativo primo discorso d'insediamento di Abraham Lincoln.
3. Non attendere l'insediamento delle assemblee generali dei cittadini, ma riunisci immediatamente alcuni amici attivi, intelligenti, discreti ma completamente dediti alla causa, intransigenti, sinceri, per i Southern-Rights Anti-Coercion e nomina commissioni e scrutinatori che siano disposti a dedicarsi interamente e incessantemente alla grande e pericolosa opera, da quest'ora fino alla chiusura delle elezioni.
4. Nomina anche i Comitati, per ciascun Distretto Civile, di uomini noti per le loro opinioni coincidenti con le tue e con noi stessi nel sentimento comune.
5. Organizza, immediatamente, Società anti-coercizione dei "diritti del Sud".
6. Vi invieremo durante la propaganda, l'UNION AND AMERICAN e il GAZETTE, per rifornire adeguatamente la vostra contea. Questi testi - confidiamo - li invierai immediatamente ai Comitati di distretto, che nell'ora di consegna iniziano il lavoro di distribuzione, e questo sebbene ci siano solo una mezza dozzina di copie disponibili per ogni distretto. Non, ti preghiamo, attendere che le persone invochino la necessità di documenti da leggere e far CIRCOLARE.
7. Scrivi quante più lettere possibili ai tuoi amici e invitali con ogni considerazione sul patriottismo, sul lavoro, sul lavoro, sul lavoro! [...] Possiamo, dobbiamo, conquistare il nostro Stato. I nostri cuori vogliano concatenarsi dentro di noi, al solo pensiero dei degradi e dell'infamia data dall'eventualità di abbandonare i nostri fratelli più meridionali - uniti a noi da tutte le opinioni simpatetiche date dagli interessi comuni - e di essere incatenati al carro vincitore degli "Stati repubblicani neri", che non farebbero altro che disprezzarci ulteriormente per la nostra supina sottomissione; e, peggio di tutto, soltanto con influenze moralistiche, se non con la forza della promulgazione legale per distruggere fino alle radici il nostro stesso intero tessuto sociale e tutta l'autentica indipendenza del pensiero e dell'azione. Il tuo buon giudizio suggerirà molte altre cose a cui non possiamo ora alludere.Con molto rispetto. [Firmato] Wm. Williams, Chm'n / S. C. Goethall [?], Sec'y, / Andrew Cheatham / J. R. Baus [?] / R. H. Williamson / G. W. Cunningham / H. M. Cheatham, W. S. Peppin»

(States Central Southern Rights Anti-Coercion Committee.)
A Memphis gli unionisti tennero due processioni con relative fiaccolate per pubblicizzare la loro causa; i secessionisti risposero con le proprie dimostrazioni e un grande veglione celebrativo con tanto di pallone aerostatico. Entro la settimana entrante lo Stato avrebbe dovuto votare se inviare o meno dei delegati ad una Convention che si sarebbe assunta il compito di decidere nei riguardi della secessione.
L'Assemblea generale convocata dal governatore Harris non credette di possedere l'autorità necessaria per indire una Convention statale senza aver prima ottenuto un esplicito voto popolare in tal senso.
Il 9 febbraio la popolazione finalmente poté esprimersi: il 54% degli aventi diritto si schierò per non inviare i delegati, sconfiggendo in tal modo temporaneamente la proposta secessionista con un voto di 69.675 contro 57.898. Se la riunione si fosse tenuta lo stesso essa si sarebbe rivelata in larga parte pro-Unione, avendo ottenuto 88.803 voti per i candidati unionisti a fronte dei soli 22.749 suffragi concessi ai candidati separatisti.
Subito dopo aver appreso i risultati la bandiera degli Stati Uniti d'America venne esposta "in ogni quartiere cittadino", con uno zelo del tutto simile e quello esistente durante la campagna elettorale per le elezioni presidenziali del 1860; almeno così scrisse la Daily Gazette, il maggiore quotidiano di Nashville.
I fautori del potere schiavista, com'erano collettivamente etichettati, furono altamente imbarazzati e demoralizzati, trovandosi tutto ad un tratto politicamente disorientati; ma non ancora disposti ad ammettere la sconfitta subita:
Sull'angolo opposto rispetto alla via in cui aveva sede la redazione esecutiva del giornale una nutrita folla si raccolse attorno ad un suonatore di cornamusa che si mise ad intonare Yankee Doodle, subito dopo che il sindaco John Hugh Smith ebbe pronunciato un discorso che venne accolto con ampie dimostrazioni di consenso.
In una lettera indirizzata al senatore del Partito Democratico unionista Andrew Johnson l'editore del Jeffersonian di Clarksville (Tennessee), C.O. Faxon, suppose che il margine con il quale avrebbe vinto il voto "No-Convention" sarebbe risultato essere ancora maggiore se solo gli unionisti non avessero temuto che se una Convention non fosse stata indetta in quel momento, allora Harris avrebbe insistito nuovamente perché fosse costituita in seguito, quando cioè un maggior numero di parlamentari avrebbero potuto venir "contagiati dall'epidemia secessionista".
(The Union and American, giornale separatista di Nashville.)
Gli spazi informativi messi in piedi agli angoli delle strade per far valere la propria idea unionista di fronte all'opinione pubblica vennero presi di mira e a volte anche danneggiati a viso scoperto dall'opposta fazione.
Il 7 marzo il Memphis Daily Appeal scrisse che gli abolizionisti stavano tentando sfacciatamente di privare il Sud dei territori conquistati durante la guerra messico-statunitense; evidenziò inoltre che gli Stati schiavisti avevano in quel frangente fornito il doppio di volontari rispetto agli Stati liberi Nordisti, sebbene non facesse notare come proprio gli Stati schiavisti del Sud si fossero dimostrati a suo tempo i più fieri sostenitori della guerra di conquista.
Il 19 marzo i redattori del Clarksville Chronicle approvarono un candidato filo-unionista per la carica di senatore statale nella Contea di Robertson, nella Contea di Montgomery e nella Contea di Stewart.

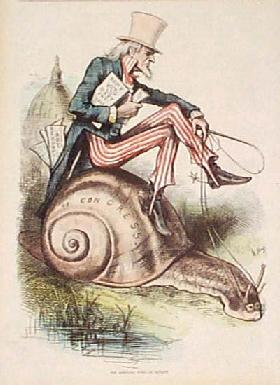
Lo Zio Sam in una vignetta di Thomas Nast.

Il 2 aprile sempre il Memphis Daily Appeal fece pubblicare un necrologio satirico per lo Zio Sam, proclamandolo defunto a causa di "irrefrenabile malattia da conflitto" immediatamente dopo aver incontrato personalmente il presidente degli Stati Uniti d'America Abraham Lincoln.

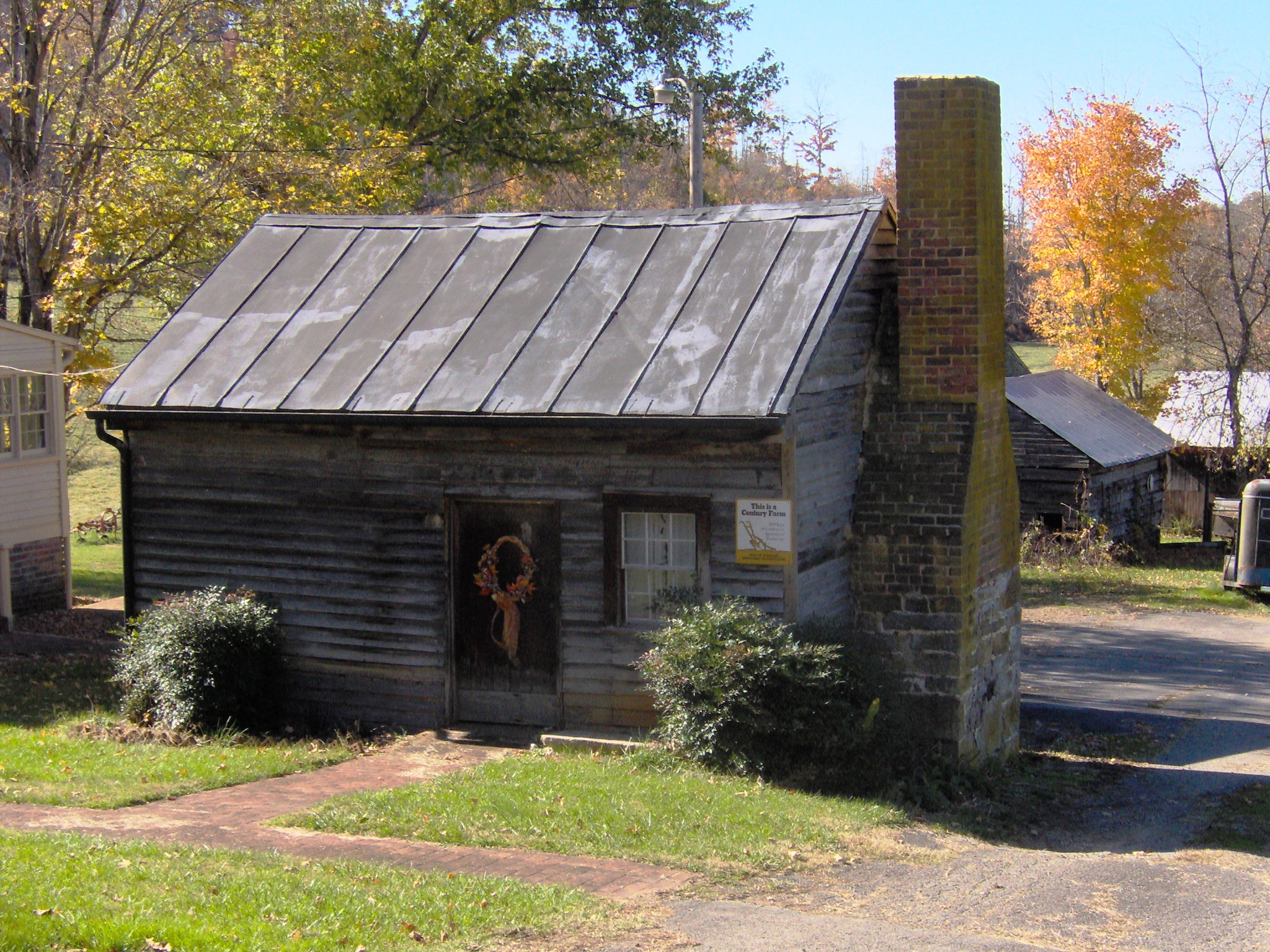
Un'abitazione per gli schiavi nel Tennessee.

Un proprietario di schiavi residente nella Contea di Robertson si lamentò per il fatto che non poteva più affittare a terzi i suoi schiavi per "più di metà di quanto effettivamente valevano nominalmente", questo perché: "i neri pensano che quando la presidenza di Abraham Lincoln avrà terminato di designare in via definitiva gli incarichi ai rispettivi uffici federali, diverranno finalmente tutti quanti liberi" e pertanto non volevano più impegnarsi a lavorare seriamente.

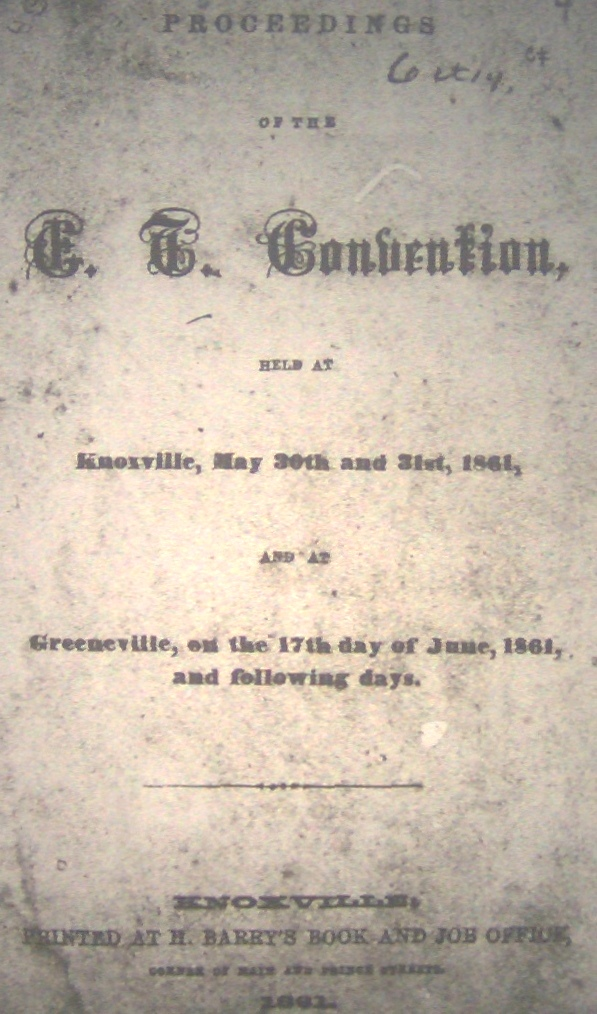
Frontespizio della Convention unionista del Tennessee orientale.

### Reazioni all'attacco di Fort Sumter
Con il bombardamento sudista e la conseguente battaglia di Fort Sumter, avvenuta il 12 aprile 1861, seguita dall'appello presidenziale del giorno 15 rivolto ai governatori perché inviassero 75.000 volontari della milizia per "rimettere in riga gli Stati separati" e quindi domare l'insurrezione in atto, il sentimento pubblico generale si trasformò drammaticamente contro l'Unione. Lo storico Daniel Crofts riporta:
Il governatore Harris a questo punto avviò la generale mobilitazione militare, presentò un Decreto di secessione all'Assemblea generale e fece aperture dirette al Governo confederato.

### Secessione

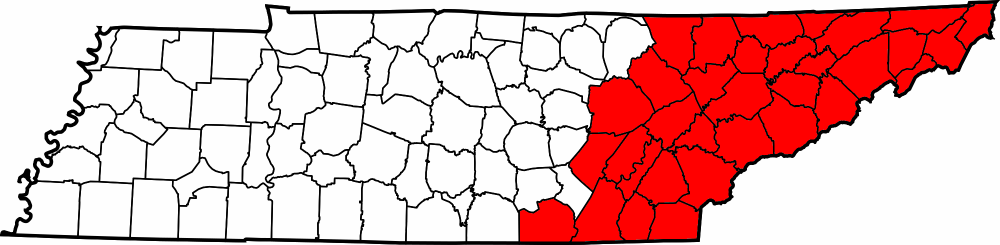
Le contee del Tennessee orientale rimaste saldamente unioniste.

Nella chiamata alle urne per il referendum indetto l'8 giugno 1861 la parte più orientale dello Stato si mantenne saldamente contraria a qualsiasi forma di separazione (32.923 suffragi a fronte di 14.780), mentre quella occidentale si dimostrò essere favorevole con una maggioranza altrettanto pesante.

La bandiera del Tennessee secessionista.

La scelta decisiva provenne pertanto dalla regione del Tennessee centrale, che passò dal 51% di contrari alla secessione a febbraio all'88% di favorevoli quattro mesi dopo.
Essendo stata ratificata dal voto popolare la stretta connessione con i nascenti Stati Confederati d'America, il Tennessee divenne l'ultimo degli Stati federati a proclamare formalmente il proprio ritiro dall'Unione.

## Politica governativa secessionista
La paura della sovversione generalizzata fu assai diffusa in tutto lo Stato federato. Nelle regioni occidentali e centrali del Tennessee c'era il timore di un attivismo filo-unionista, che venne contrastato in modo pro-attivo da numerosi Comitati locali di sicurezza e vigilanza pubblica a partire dal 1860 e fino al 1862. Questi emersero fin dalle elezioni presidenziali del 1860 e quando la guerra civile ebbe inizio, gli attivisti svilupparono un programma per rilevare e sopprimere i difensori dell'Unione e della Presidenza di Abraham Lincoln.
Tali comitati istituirono un sistema di spionaggio, intercettarono la posta, ispezionarono i bagagli, costrinsero all'arruolamento forzato di uomini nell'Esercito confederato, posero sotto confisca la proprietà privata ed ogni qualvolta sembrò necessario il linciaggio dei nemici degli Stati Confederati d'America. Le commissioni furono sciolte d'ufficio dall'Esercito dell'Unione quando esso vi assunse il pieno controllo territoriale nel 1862.

### Unionismo nel Tennessee orientale

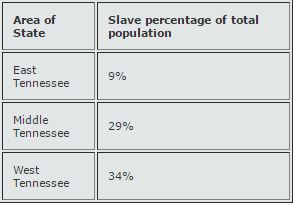
La percentuale delle persone ridotte in schiavitù nel Tennessee secondo il Censimento degli Stati Uniti d'America del 1860.

Il Tennessee orientale, come sopra accennato, rimase una roccaforte dell'unionismo; la maggior parte degli schiavi ivi residenti erano domestici personali di lusso, piuttosto che la manodopera di base della piantagione; l'umore predominante si oppose con forza ai piani secessionisti.

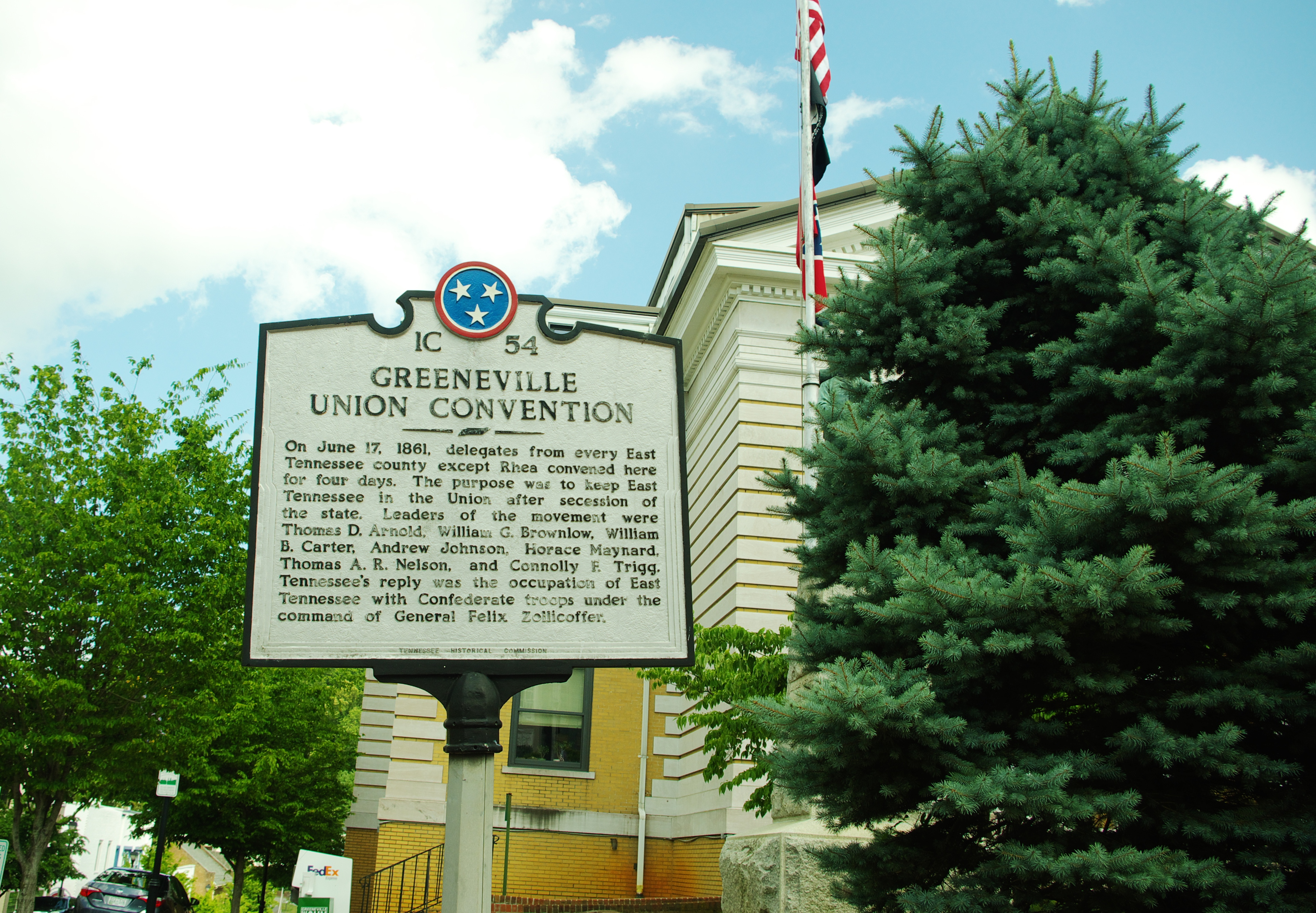
Cartello storico marcatore nel luogo ove si svolse la East Tennessee Convention unionista.

I tennessiani rappresentanti delle 26 contee orientali si riunirono due volte (prima a Greeneville e poi a Knoxville - e accettarono a loro volta di separarsi dallo Stato schiavista con la "Convention del Tennessee orientale" del 1861 (la East Tennessee Convention).
Presentarono una petizione in tal senso al parlamento statale, che però rifiutò la loro richiesta e anzi inviando le truppe confederate di Felix Kirk Zollicoffer a occupare la regione per impedirne la secessione.
La zona passò quindi sotto il diretto controllo sudista fino agli inizi del 1863; nonostante ciò riuscì a fornire un numero significativo di truppe all'Esercito dell'Unione (i cosiddetti Nickajack). Molti dei loro abitanti s'impegnarono nella guerriglia contro le autorità bruciando ponti, tagliando i fili telegrafici e facendo opera di spionaggio a favore dell'Unione.
L'intero territorio poté così divenire una base di consenso per il Partito Repubblicano nel Sud; il forte sostegno filo-unionista sfidò apertamente i comandanti confederati per gran parte del tempo di guerra.
I generali Zollicoffer, Edmund Kirby Smith e Samuel Jones oscillarono tra le misure di ritorsione più dure e i gesti conciliatori, volti a riottenerne l'appoggio; ma ebbero un ben magro successo facendo arrestare centinaia di leader unionisti e permettendo quindi - come diretta conseguenza - agli uomini di darsi alla diserzione e sfuggire alla coscrizione sudista. Alla fine la regione ritornò entro il 1863 nelle mani dei federali.
La celeberrima Marcia verso il mare di Sherman vide il generale unionista William Tecumseh Sherman venire personalmente scortato dal 1st Alabama Cavalry Regiment (agli ordini di George Eliphaz Spencer) che consistette interamente di sudisti unionisti: nonostante il suo nome il reggimento fu in larga misura composto da uomini del Tennessee.

## Economia
Masse di rifugiati nel corso del conflitto si riversarono su Nashville, poiché lì i posti di lavoro risultavano abbondanti nei depositi, nei magazzini e negli ospedali che servivano lo sforzo bellico federale.
La città inoltre risultò essere molto più sicura della campagna davanti alle scorrerie commesse dai cavalleggeri sudisti; i simpatizzanti unionisti allargavano via via le proprie file, soprattutto tra gli afroamericani liberi, gli schiavi fuggitivi e gli uomini d'affari rimasti in strette relazioni commerciali con il Nord.
Vi era ben poca industria metalmeccanica nell'intero profondo Sud, sebbene il distretto Medio-occidentale del Tennessee si rivelasse il più grande produttore di ferro all'interno degli Stati Confederati d'America nel 1861. Uno dei più vasti complessi di fabbriche fu la "Cumberland Iron Works", che il Dipartimento alla Guerra cercò di proteggere fino all'ultimo, sebbene con risultati quasi nulli.

Sia Memphis che Nashville, con molto ampie popolazioni di immigrati al seguito delle forze armate, ebbero fiorenti quartieri a luci rosse. I regolamenti dell'Esercito dell'Unione in tempo di guerra costrinsero le prostitute ad acquistar licenze e a superare esami medici preliminari, principalmente per proteggere i soldati da malattie sessualmente trasmissibili. Il loro commercio venne completamente liberalizzato una volta terminato il controllo militare.

## Operazioni militari

### 1862
Riuscire ad ottenere il controllo congiunto del fiume Cumberland e del fiume Tennessee si rivelò assai importante per mantenere salda la propria influenza - sia militare, ma anche più strettamente politico-economica - sull'intero territorio statale, tramite le vie fluviali percorse dagli innumerevoli battelli a vapore.

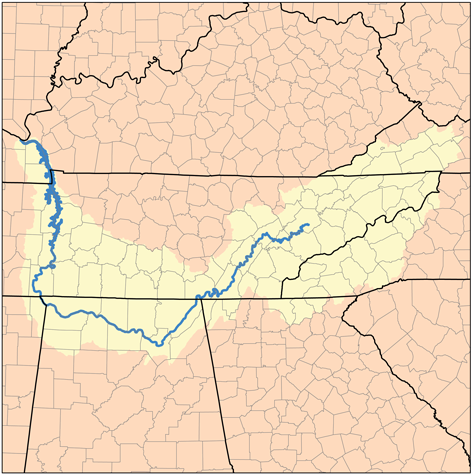
Mappa di localizzazione della valle del Tennessee.

Il Tennessee difatti faceva un forte affidamento sulle imbarcazioni dirette a Nord per ricevere i prodotti di prima necessità dalla Great Valley (comprendente le vallate dei due fiumi, attraversando la valle del Tennessee fino a toccare i confini della valle del Cumberland in direzione della Pennsylvania).
Propriamente l'idea di utilizzare i fiumi per infrangere la difesa confederata nel Teatro Occidentale risultò essere ben nota già verso la fine del 1861; le cannoniere dell'Marina dell'Unione ispezionarono e tennero sotto stretta osservazione la costruzione di una fortezza sudista sulle sponde dei "fiumi gemelli" per mesi prima dell'avvio della campagna militare vera e propria.
Grazie all'opera portata avanti dall'Armata del Tennessee sotto la guida di Ulysses S. Grant in collaborazione con la flotta navale l'Unione giunse a conquistare il pieno controllo dei due corsi d'acqua a partire dal febbraio del 1862, arrivando a bloccare subito dopo il contrattacco avversario ad aprile con la battaglia di Shiloh.
Il parallelo successo nella battaglia di Memphis e la presa senza colpo ferire di Nashville, città di grande importanza strategica oltre che simbolica (la prima capitale di uno Stato secessionista che venne occupata) diede all'Esercito dell?unione la presa di possesso dell'intero Tennessee occidentale e del Tennessee centrale. La posizione raggiunta venne di lì a poco confermata nella battaglia di Stones River all'inizio di gennaio del 1863.
Dopo che Nashville fu catturata Andrew Johnson, un esponente unionista del Partito Democratico originario di Greeneville, venne nominato governatore del Tennessee direttamente dalla presidenza di Abraham Lincoln. Fu nel corso di questo periodo che il governo militare abolì la pratica dello schiavismo (seppur con un atto legalmente discutibile).

Localizzazione della Contea di Rhea.

I confederati continuarono a detenere con la forza il Tennessee orientale nonostante la forza del sentimento unionista ivi presente, ad eccezione della Contea di Sullivan e della Contea di Rhea, fin dall'inizio apertamente pro-secessione.

### 1863

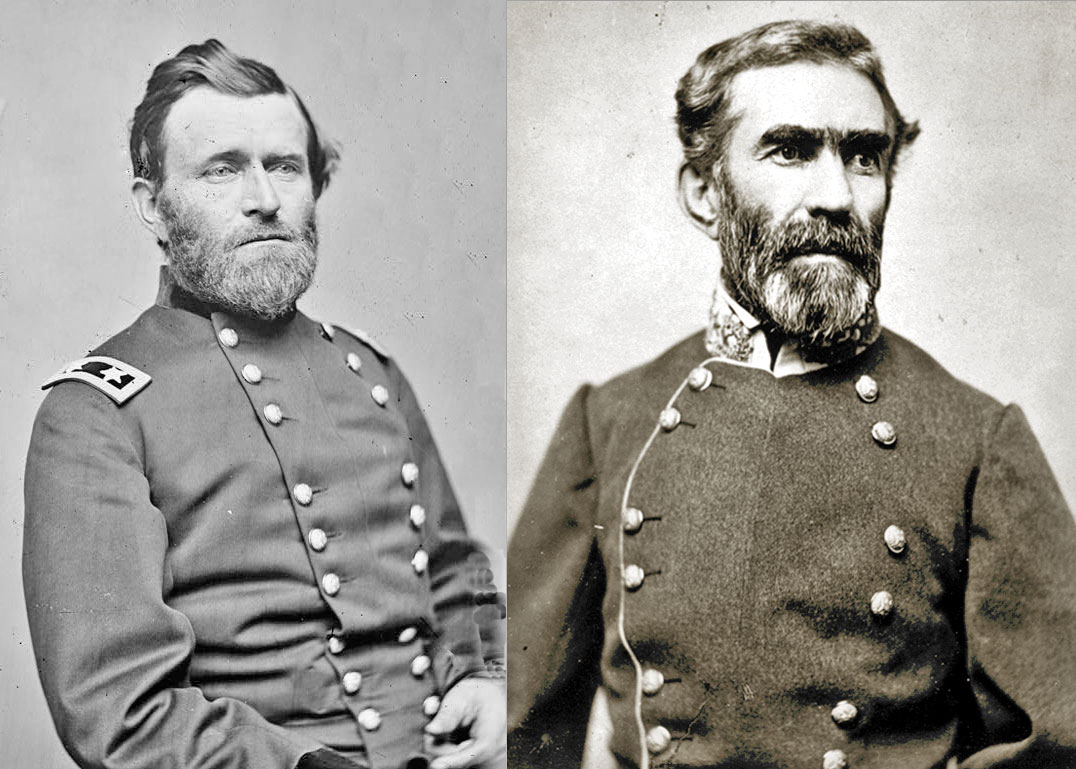
Ulysses S. Grant contro Braxton Bragg nella Campagna di Chattanooga.

A seguito della battaglia di Chickamauga (settembre 1863) l'Esercito confederato pose in uno stretto stato d'assedio Chattanooga, ma solo per esserne alla fine ricacciato indietro dal Generale unionista Grant a novembre, nel corso della Campagna di Chattanooga.
Molte delle sconfitte sudiste rimediate in questo settore del fronte di guerra possono anche venire almeno in parte attribuite alla cattiva gestione della leadership espressa sia in ambito strategico che più prettamente amministrativo dal comandante Braxton Bragg, che diresse personalmente l'Armata confederata del Tennessee da Shiloh fino alla sconfitta definitiva a Chattanooga.
Lo storico Thomas Connelly conclude che, sebbene Bragg fosse un abile pianificatore e organizzatore, fallì ripetutamente nelle operazioni intraprese in larga parte perché non era in grado di collaborare efficacemente con i suoi subordinati, cosa che invece riuscì sempre benissimo a Grant.

### 1864
Gli ultimi scontri di ampia portata avvennero quando John Bell Hood diresse i confederati a Nord nel novembre del 1864 - con l'intento dichiarato di distogliere forze consistenti a William Tecumseh Sherman dalla travolgente Campagna di Atlanta prima e per impedirgli di mettere in atto la celebre Marcia verso il mare di Sherman poi.

Il comandante sudista fu dapprima completamente frenato nella battaglia di Franklin e subito dopo il suo esercito fu praticamente annientato dalle forze notevolmente superiori a disposizione di George H. Thomas con la battaglia di Nashville del dicembre seguente.

## Leaderstatali

### Confederati

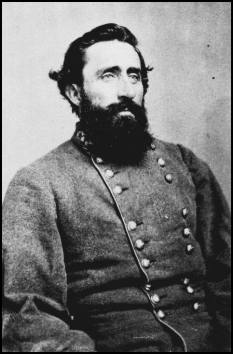
Maggior generale William Brimage Bate
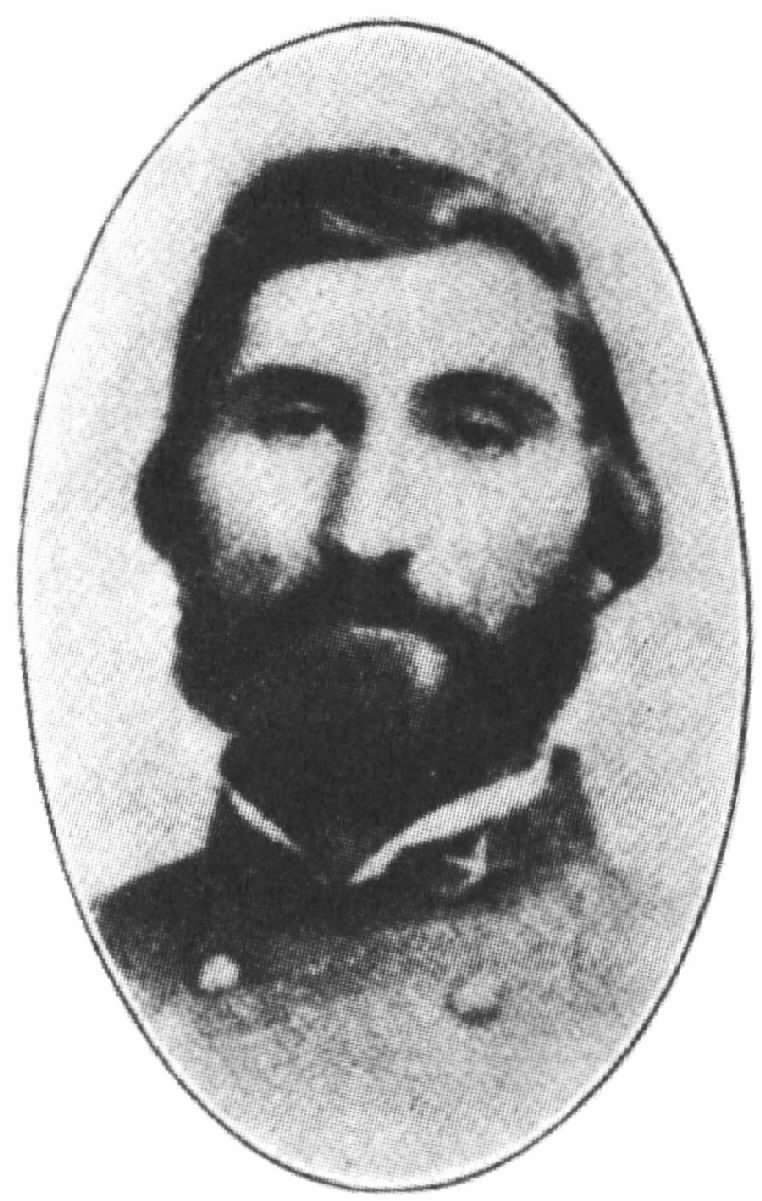
Brigadier generale Samuel Benton
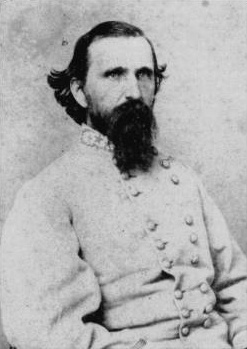
Maggior generale John Calvin Brown
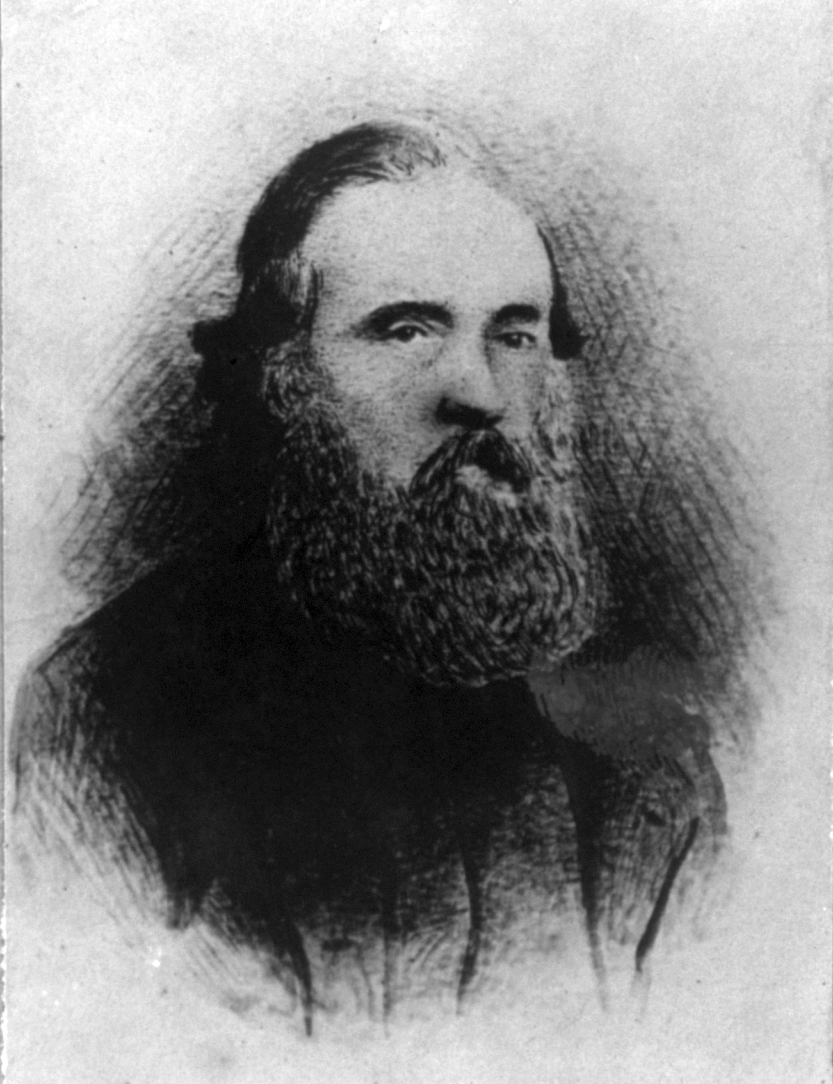
Brigadier generale William Henry Carroll
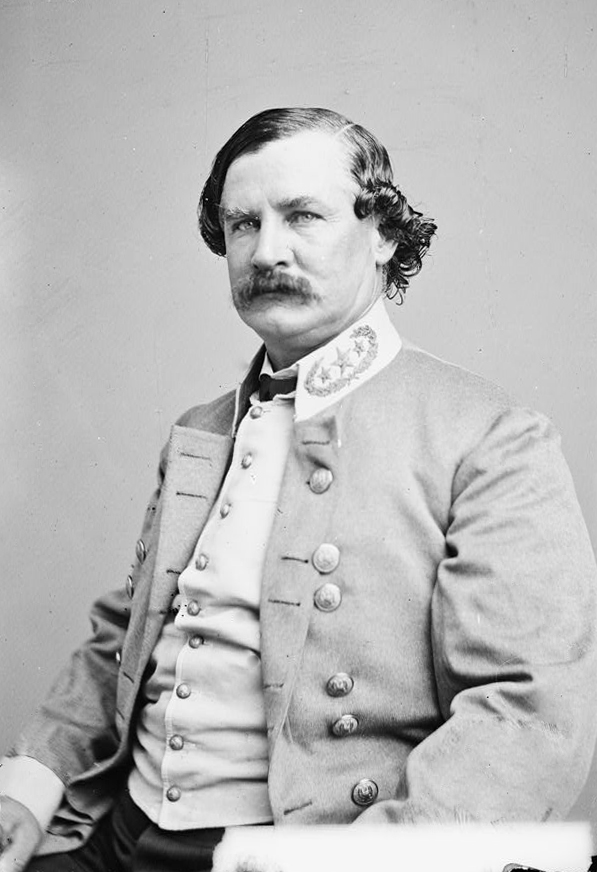
Luogotenente generale Benjamin F. Cheatham
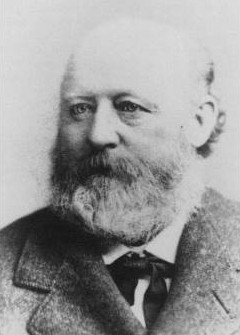
Brigadier generale Henry Brevard Davidson
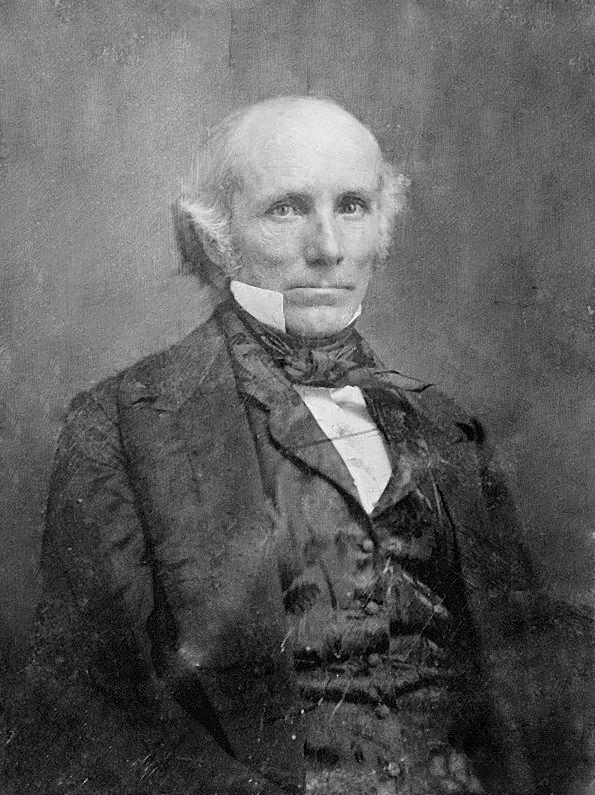
Membro del Senato Henry Stuart Foote
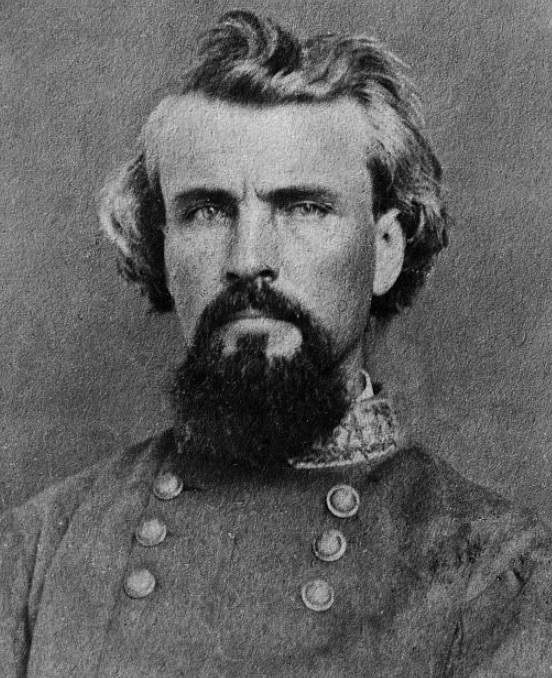
Luogotenente generale Nathan Bedford Forrest
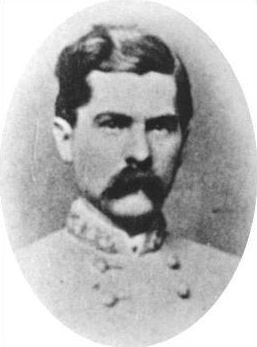
Brigadier generale William Polk Hardeman
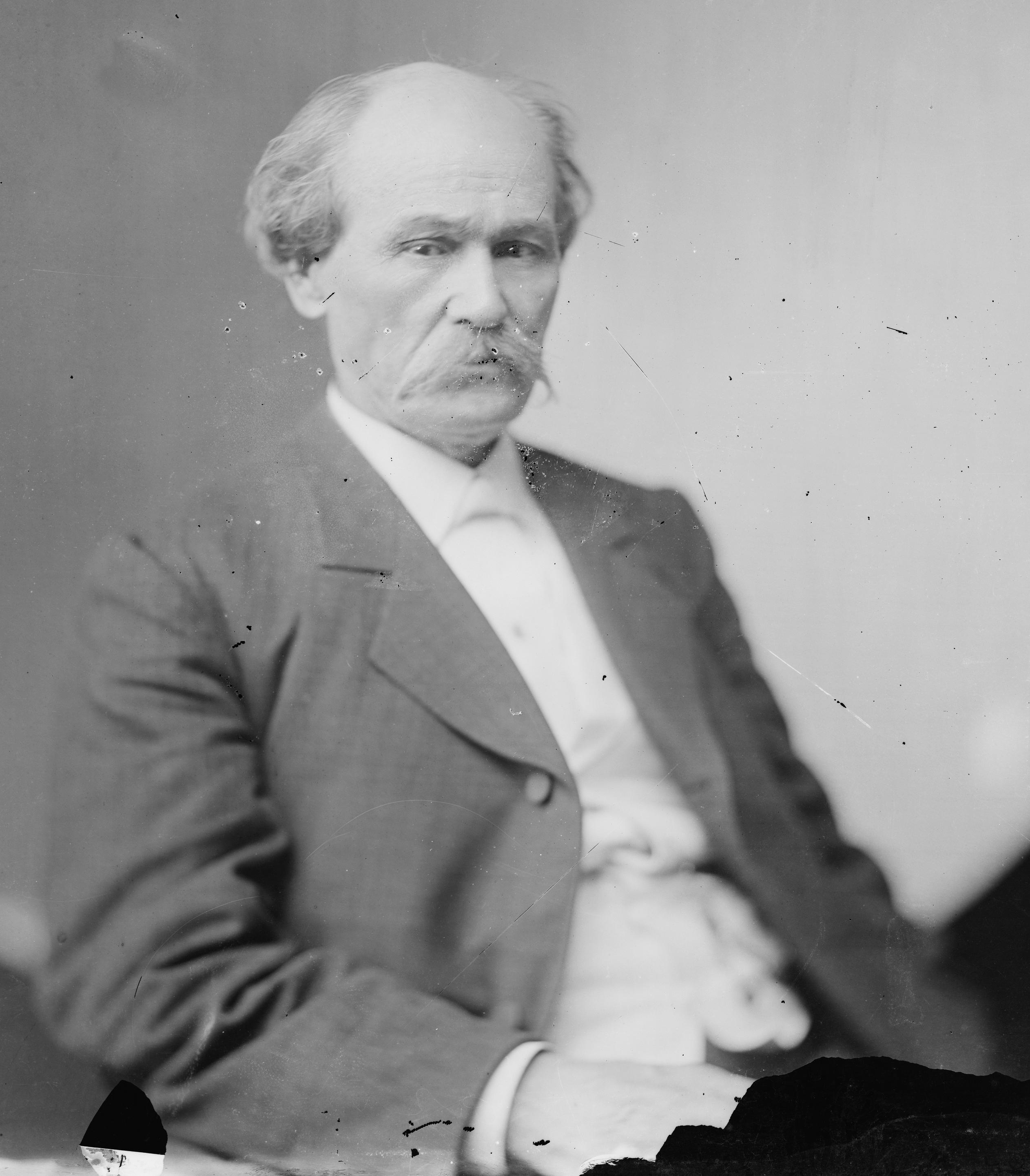
Governatore del Tennessee Isham Green Harris
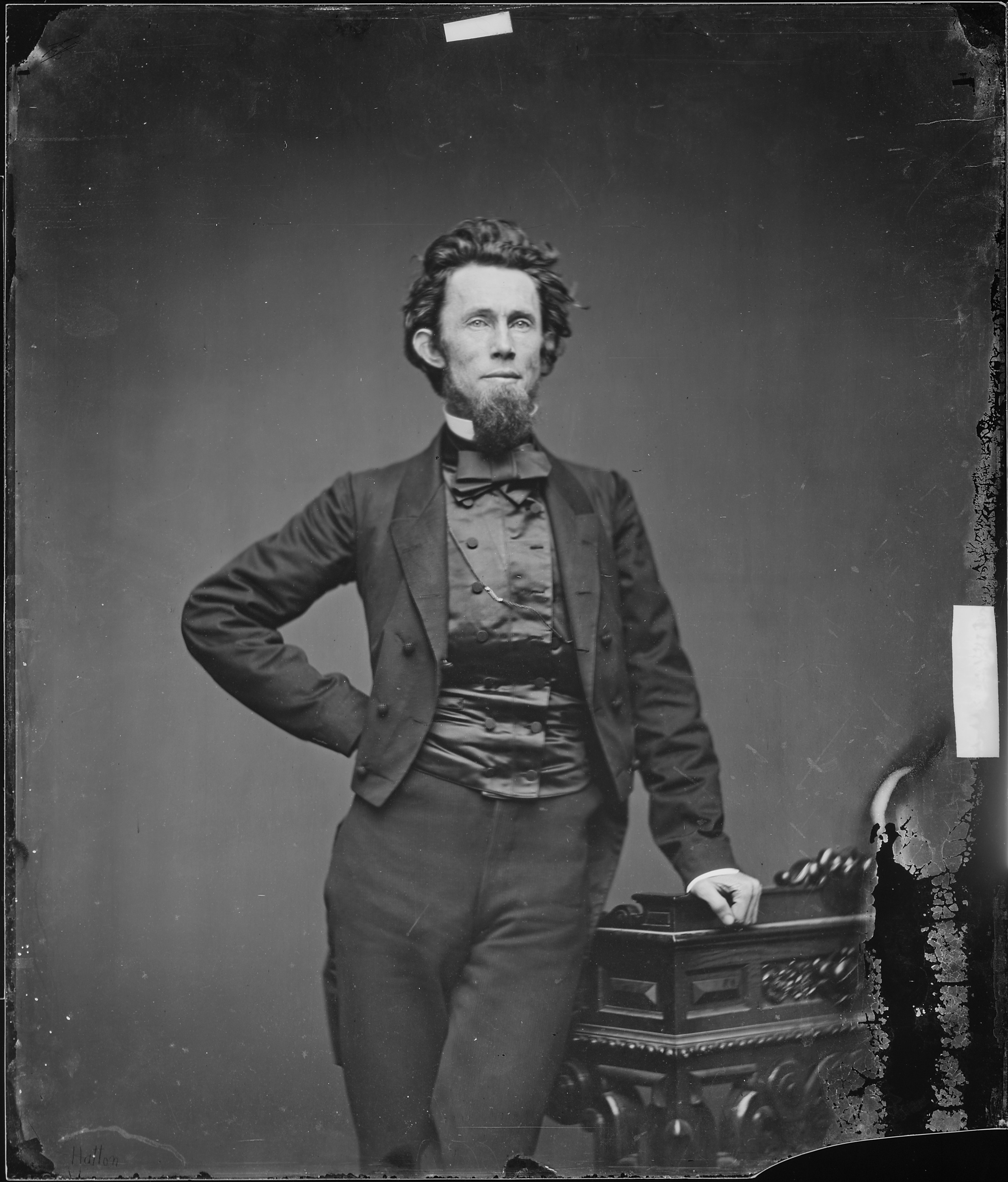
Membro della Camera dei Rappresentanti e brigadier generale Robert Hopkins Hatton
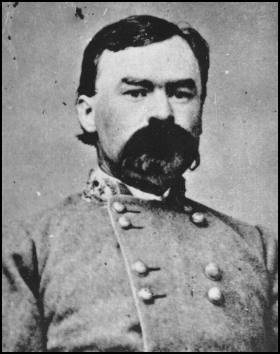
Brigadier generale William Hicks Jackson
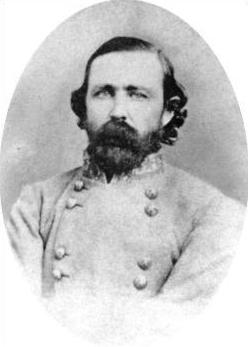
Brigadier generale George Earl Maney
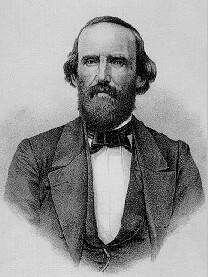
Brigadier generale Benjamin McCulloch
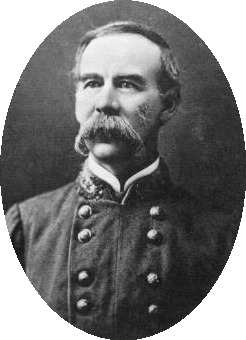
Brigadier generale Joseph Benjamin Palmer
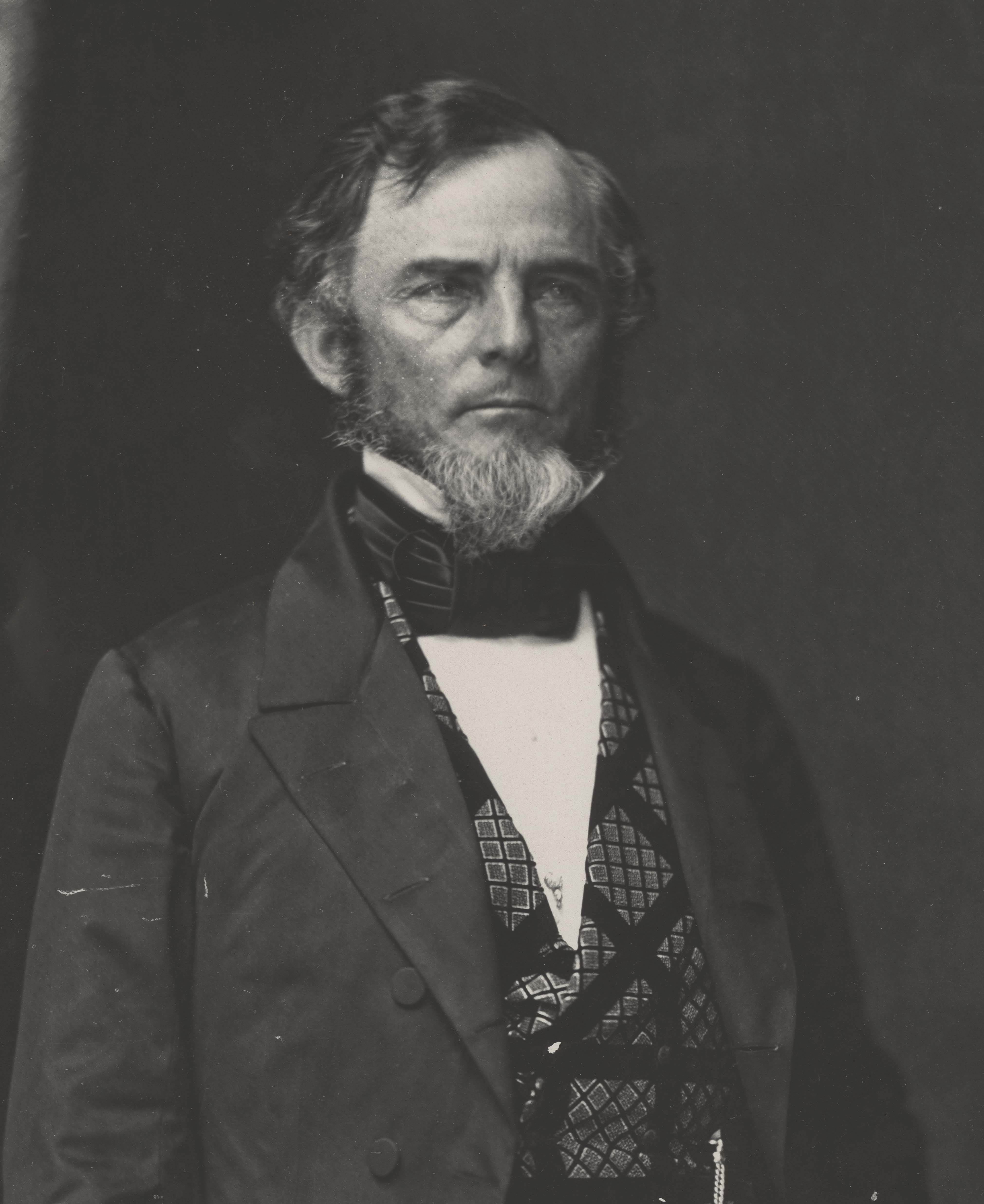
Brigadier generale Gideon Johnson Pillow
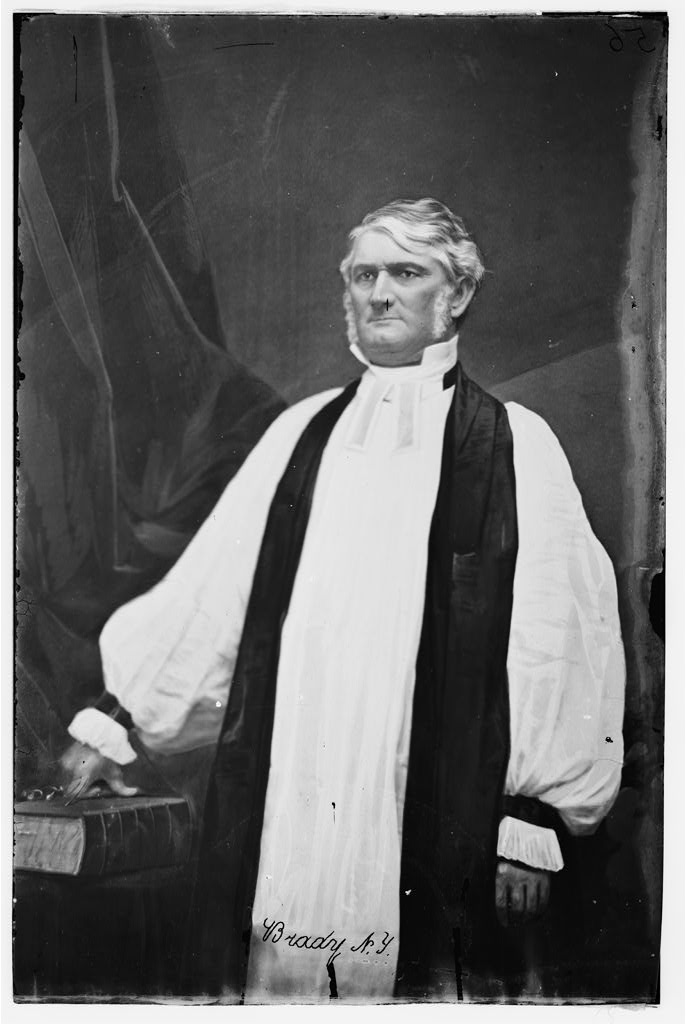
Vescovo schiavista e Luogotenente generale Leonidas Polk
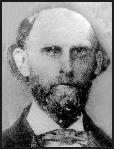
Brigadier generale Robert Vinkler Richardson
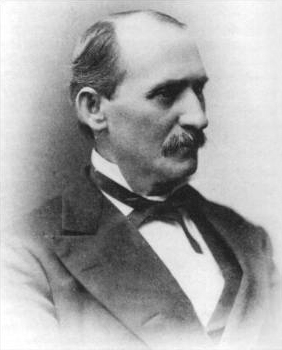
Brigadier generale Charles Miller Shelley
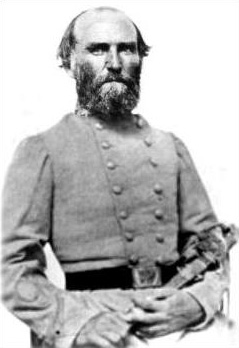
Brigadier generale William Read Scurry
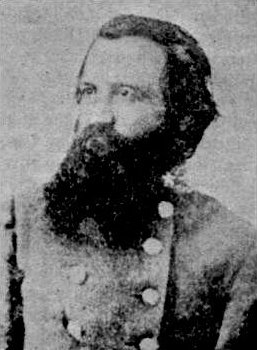
Brigadier generale James Argyle Smith
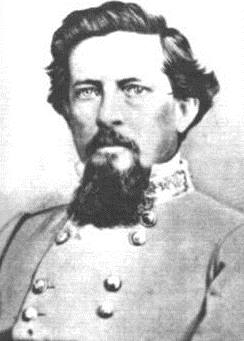
Brigadier generale Preston Smith
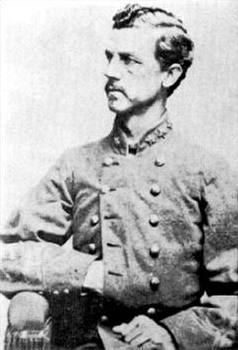
Brigadier generale Thomas Benton Smith
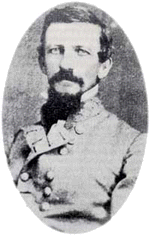
Luogotenente generale Alexander Peter Stewart
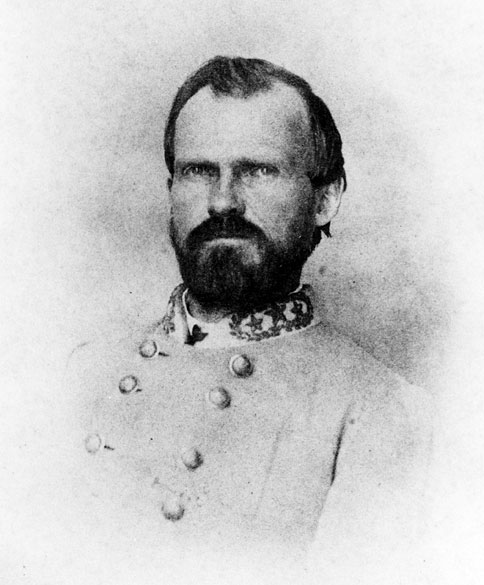
Brigadier generale James Camp Tappan
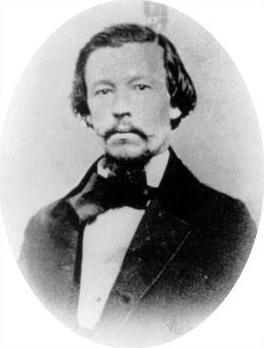
Brigadier generale Lucius Marshall Walker
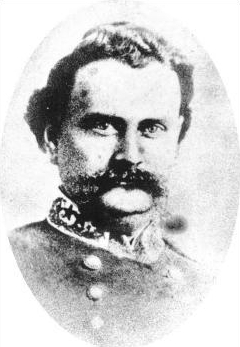
Brigadier generale Marcus Joseph Wright
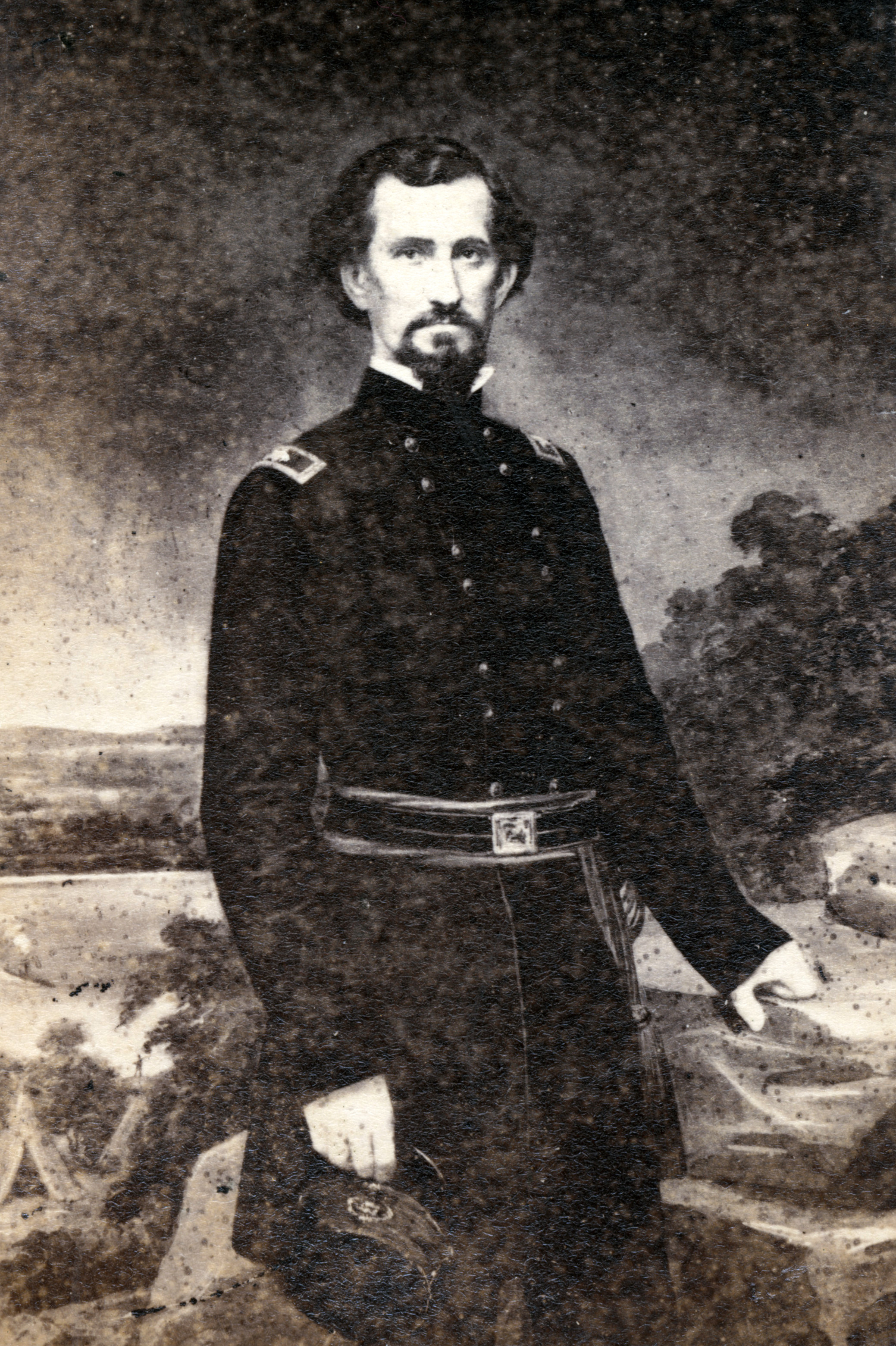
Brigadier generale Felix Kirk Zollicoffer

### Unionisti

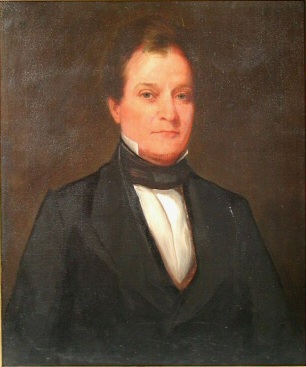
Ex governatore e Brigadier generale William Bowen Campbell
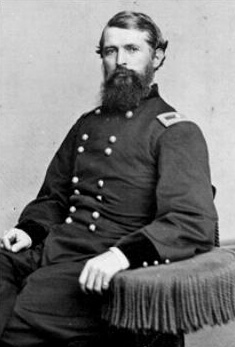
Retroammiraglio e Brigadier generale Samuel Perry Carter
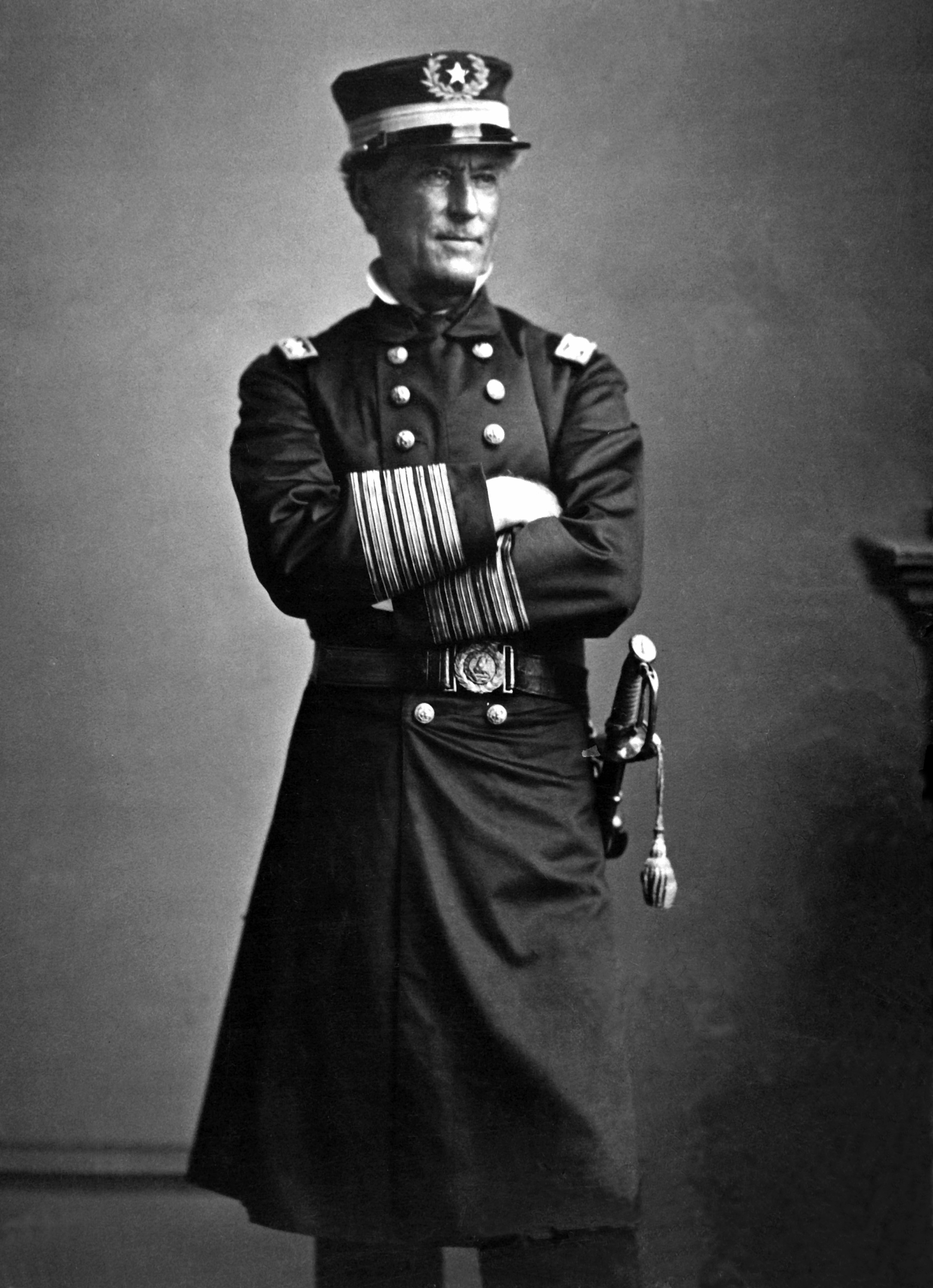
Retroammiraglio David G. Farragut
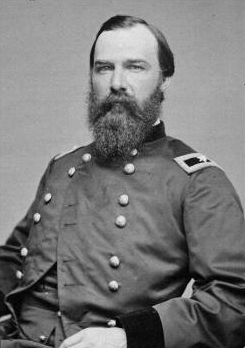
Brigadier generale Alvan Cullem Gillem
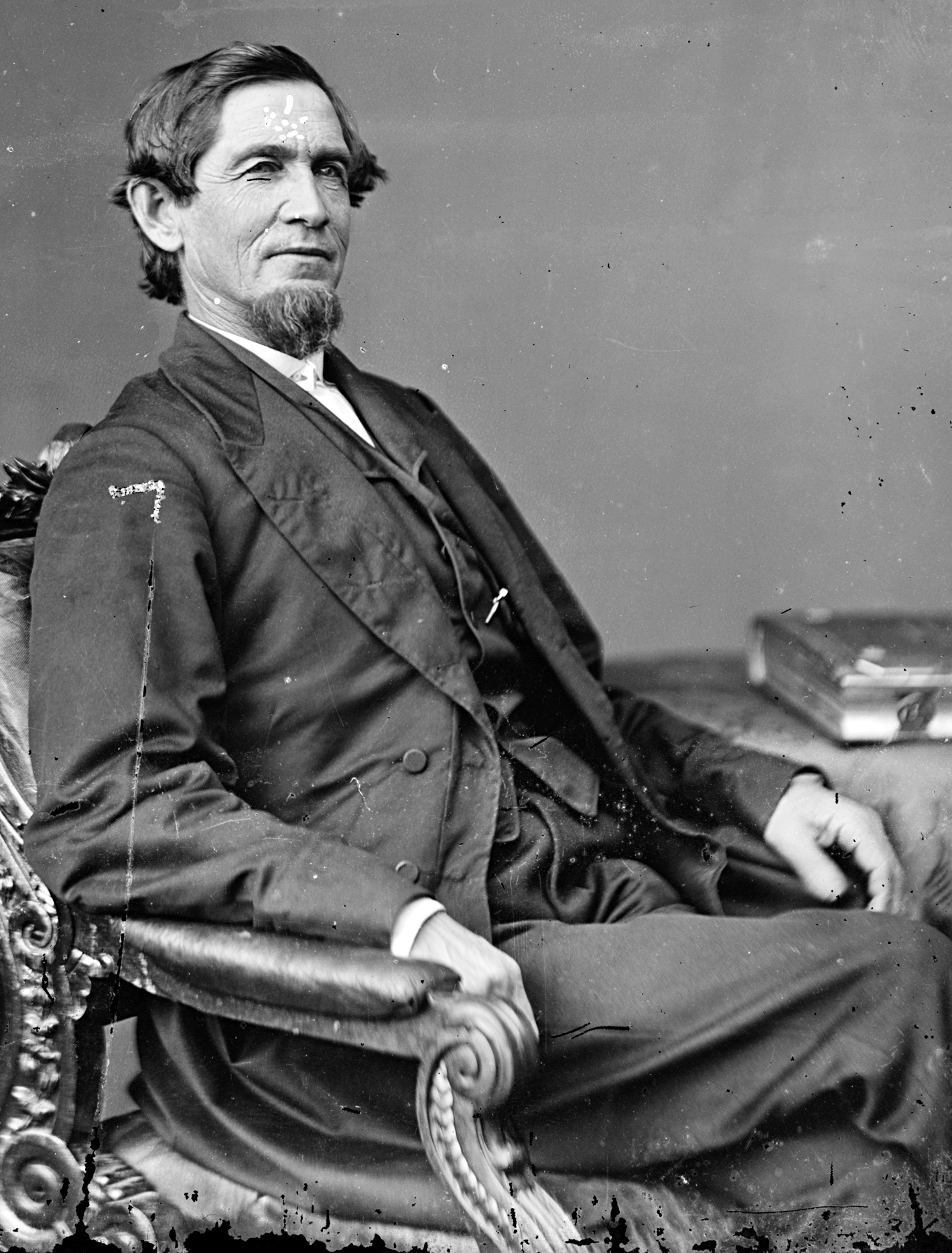
Membro della Camera dei Rappresentanti e Luogotenente colonnello Isaac Roberts Hawkins
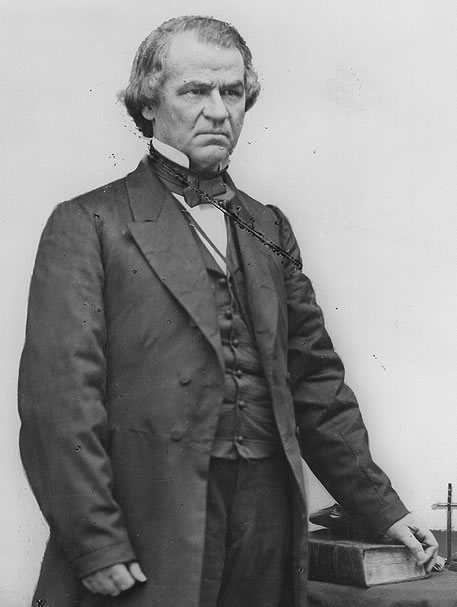
Ex governatore e Vicepresidente degli Stati Uniti d'America Andrew Johnson
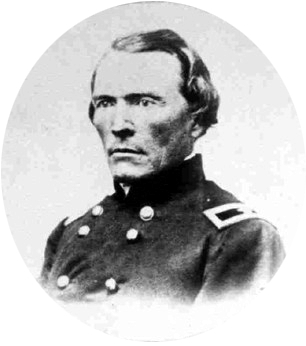
Brigadier generale James Gallant Spears

## Conseguenze
Il 22 febbraio 1865 il Tennessee adottò un emendamento costituzionale che vietò qualsiasi forma di "proprietà umana"; mentre ratificò il XIV emendamento il 18 luglio 1866 e risultò essere il primo Stato federato riammesso negli Stati Uniti d'America il 24 seguente. Fu pertanto anche l'unico Stato che si era separato dall'Unione a non dover subire un governatore militare durante la Ricostruzione.
Questa situazione in parte privilegiata non placò però tutti coloro che rimasero delusi dalla sconfitta definitiva confederata; molti tennessiani bianchi fecero resistenza davanti agli sforzi volti ad estendere il suffragio ed altri diritti civili ai liberti.
Per intere generazioni i bianchi americani erano stati educati a credere che lo schiavismo fosse una pratica giustificata; alcuni non poterono accettare il fatto che i loro ex schiavi fossero diventati ora "uguali" a loro per legge. Quando la Corte Suprema statale confermò la costituzionalità del diritto di voto afroamericano nel 1867, la reazione di rifiuto si fece ancora più forte.
Il Nashville Republican Banner pubblicò il 4 gennaio 1868 un editoriale che richiedeva la costituzione di un movimento rivoluzionario dei meridionali bianchi per poter disinnescare la regola statale imposta dal Partito Repubblicano e così ripristinare l'inferiorità legale della popolazione nera della regione.
(Nashville Republican Banner, 4 gennaio 1868)

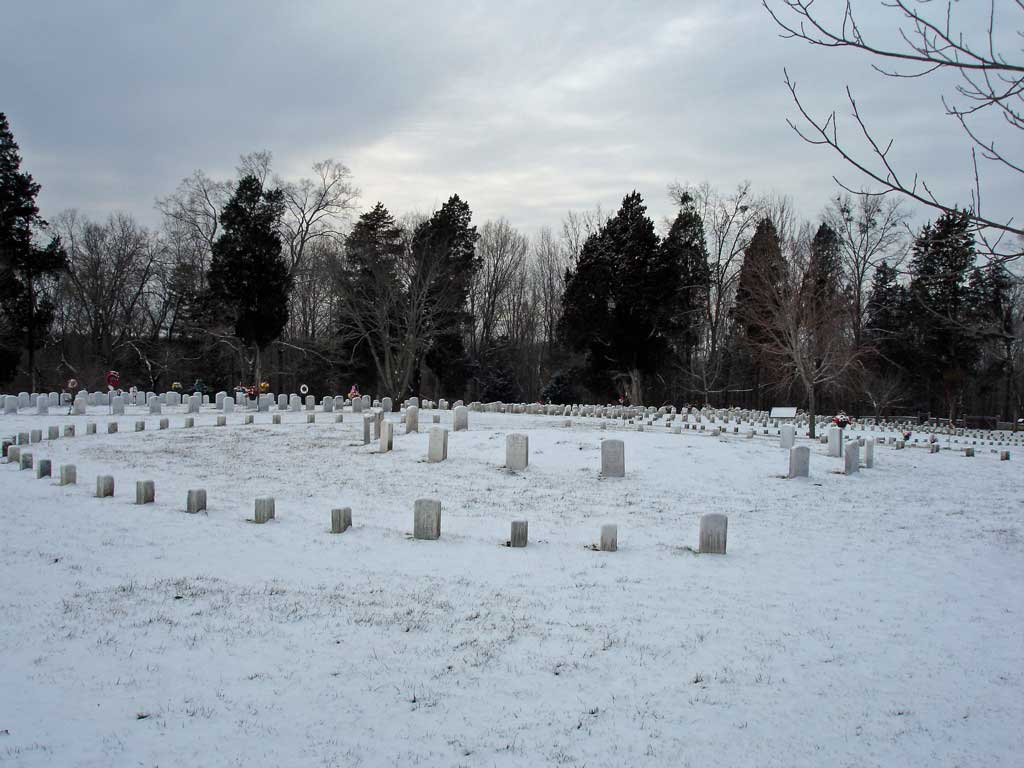
Il cimitero nazionale del Fort Donelson National Battlefield.

Il Banner esortò quindi i propri lettori a ignorare le elezioni presidenziali del 1868 e a indirizzare invece le loro energie per la costruzione di un "movimento locale, qui a casa" che potesse porre fine al predominio Repubblicano. La storia del Ku Klux Klan ad opera dell'ex cavalleggero sudista Nathan Bedford Forrest prese avvio proprio nel Tennessee.
Secondo il Censimento del 1860 gli afroamericani costituivano solo il 25% della popolazione totale, il che significava che non avrebbero in alcuna maniera potuto dominare la vita politica; solo pochi di loro sarebbero stati membri dell'Assemblea legislativa statale durante gli anni della Ricostruzione, e non molti di più in qualità di ufficiali pubblici di contea.
Il Banner potrebbe tuttavia aver reagito davanti alla crescente partecipazione degli afroamericani alla gestione amministrativa e al consiglio comunale di Nashville, ove detennero circa un terzo dei seggi. Il Tennessee mantenne forti ricordi filo-sudisti (soprattutto nella zona centrale e occidentale) i quali si concentrarono sul mito della causa persa confederata: "l'eroica difesa delle libertà tradizionali".
In una misura minore nella regione orientale e tra gli afroamericani cominciarono a celebrarsi commemorazioni unioniste.

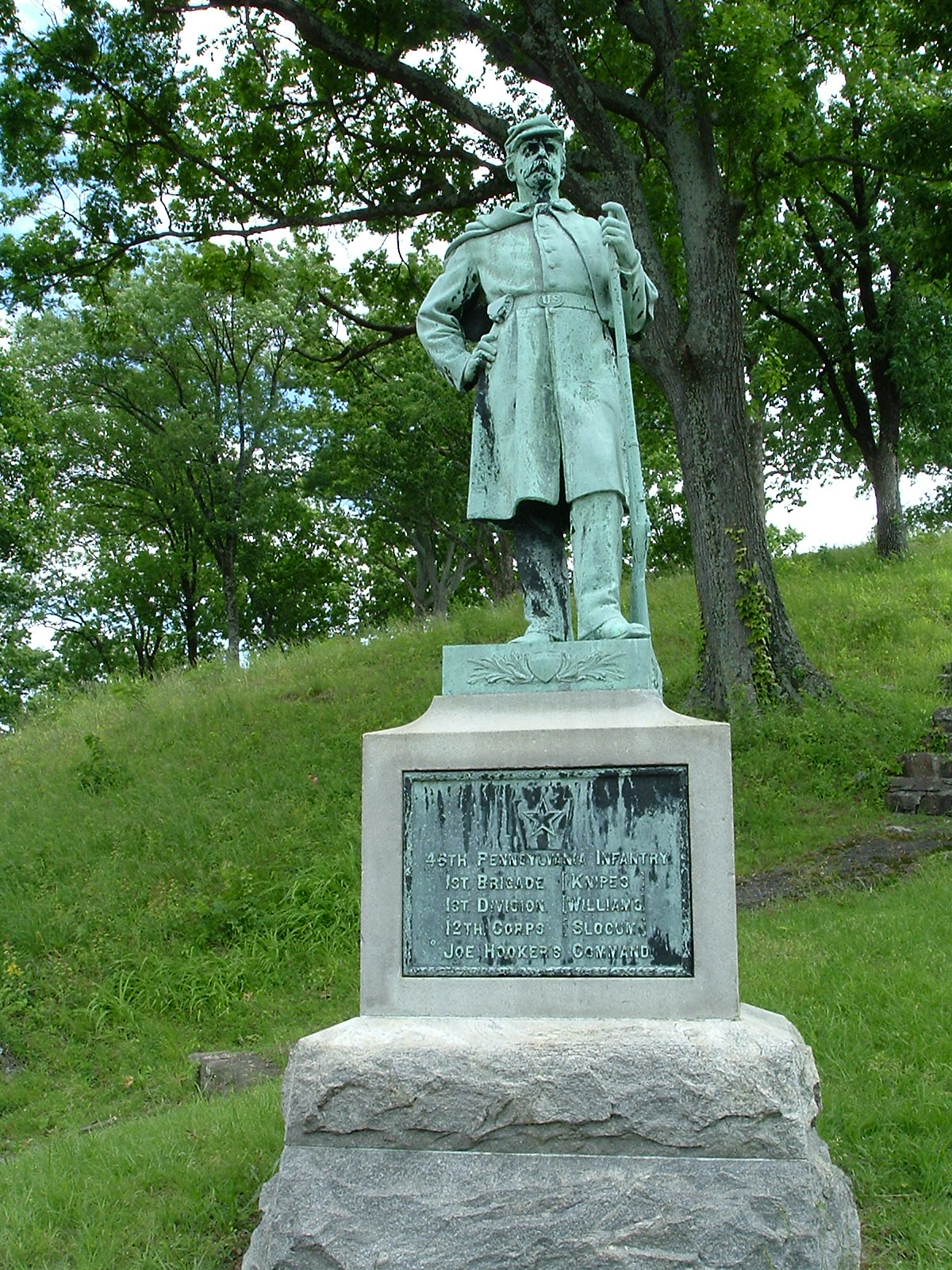
Il 46th Pennsylvania Monument dedicato nel 1897 a Orchard Knob, per commemorare la Campagna di Chattanooga.

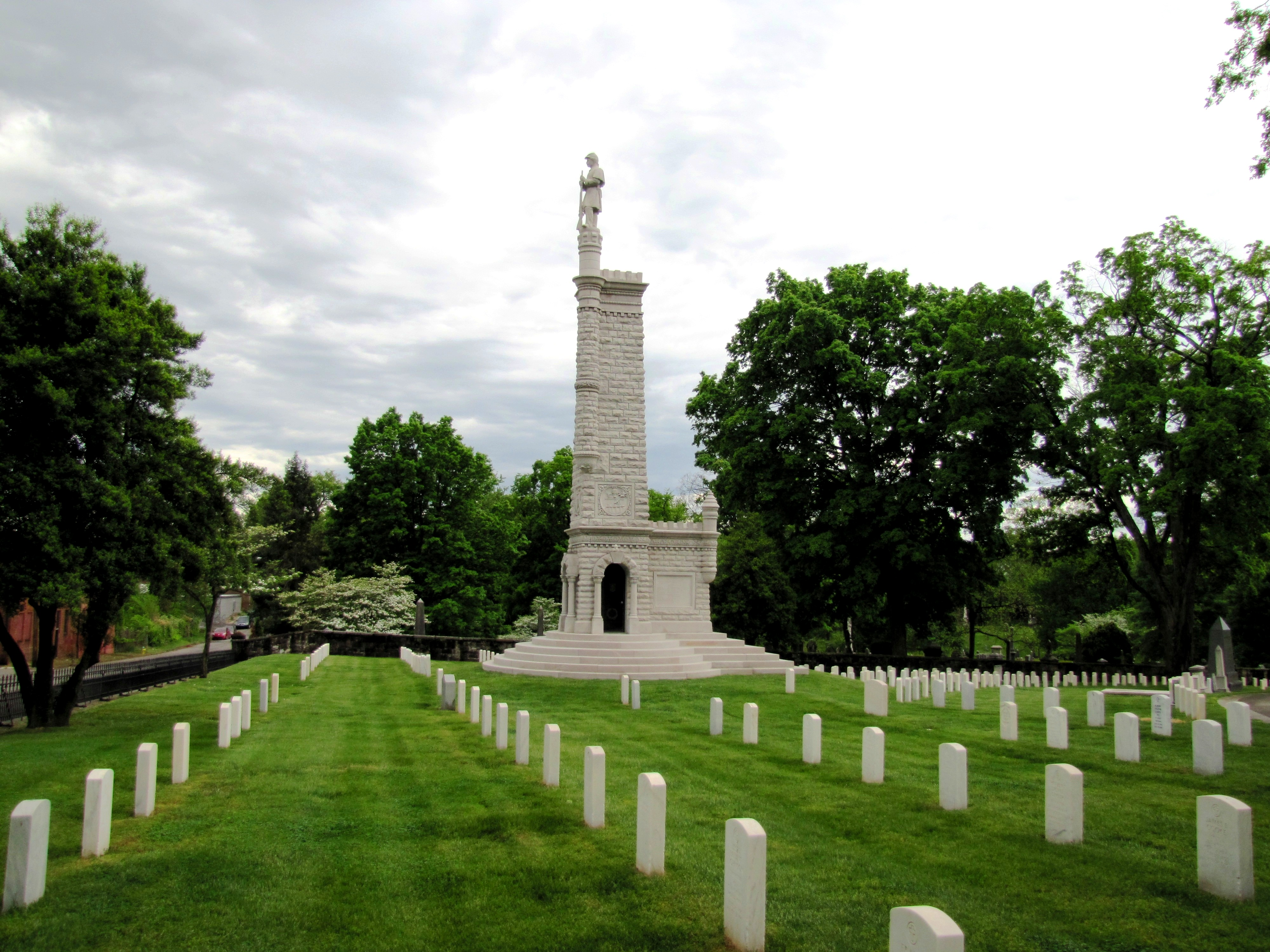
Monumento dedicato ai soldati dell'Union Army nel cimitero nazionale di Knoxville.